# Quebradanegra
Quebradanegra – miasto w Kolumbii, w departamencie Cundinamarca.